# Botswanas administrativa indelning
Botswanas administrativa indelning består av två nivåer: distrikt (districts) och underdistrikt (sub-districts).

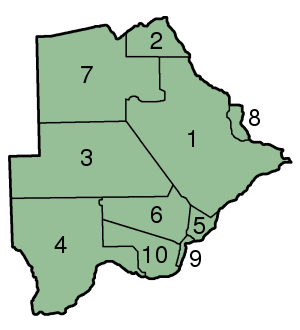
Distrikt.

Landet delas sedan 2007 in i tio distrikt:
| Distrikt   | Huvudort    | Kartnummer |
| ---------- | ----------- | ---------- |
| Central    | Serowe      | 1          |
| Chobe      | Kasane      | 2          |
| Ghanzi     | Ghanzi      | 3          |
| Kgalagadi  | Tshabong    | 4          |
| Kgatleng   | Mochudi     | 5          |
| Kweneng    | Molepolole  | 6          |
| North-East | Francistown | 8          |
| North-West | Maun        | 7          |
| South-East | Gaborone    | 9          |
| Southern   | Kanye       | 10         |

Underdistrikten är Barolong, Bobonong, Boteti, Ghanzi, Kanye/Moshopa, Kgalagadi North, Kgalagadi South, Kgatleng, Kweneng East, Kweneng West, Mahalapye, Ngamiland East, Ngamiland West, Ngwaketse West, North East, Serowe/Palapye, South East och Tutume, samt städerna Francistown, Gaborone, Jwaneng, Orapa, Lobatse, Selebi-Phikwe och Sowa Town.